# جو ديكر
جو ديكر (بالإنجليزية: Joe Decker)‏ هو لاعب كرة قاعدة أمريكي، ولد في 16 يونيو 1947 في ستورم ليك في الولايات المتحدة، وتوفي في 2 مارس 2003 في فريزر في الولايات المتحدة.

## وصلات خارجية
- جو ديكر على موقع دوري كرة القاعدة الرئيسي (الإنجليزية)
- جو ديكر على موقعبيزبول رفرنس.كوم (الدوري الرئيسي) (الإنجليزية)
- جو ديكر على موقعبيزبول رفرنس.كوم (الدوري الثانوي) (الإنجليزية)
- جو ديكر على موقع مشجعي الرسوم البيانية (الإنجليزية)